# Konstantin Scherbakov
Konstantín Scherbakov (Barnaúl, República Socialista Federativa Soviética de Rusia, 11 de junio de 1963) es un pianista ruso.
Estudió en el Conservatorio de Moscú con el profesor Lev Naúmov. Ganador del primer Concurso Internacional de Piano Rajmáninov de Moscú en 1983. En 1990, tocó en solitario durante cuatro recitales en el «Festival de Música de cámara» de Asolo, hecho que lo lanzó a la fama internacional.
Scherbakov ha desarrollado una exitosa carrera discográfica en la compañía Naxos Records; entre las obras grabadas para el sello se encuentran la totalidad de los Conciertos para piano de Chaikovski, las nueve Sinfonías de Beethoven (las transcripciones para piano que hizo Franz Liszt) y música de Godowsky, Medtner, Ottorino Respighi, Shostakóvich y Serguéi Liapunov. 
La crítica lo tiene en alta estima: la revista Gramophone ha dicho de él que toca con delicadeza y cariño, y el Círculo de críticos alemanes lo ha galardonado en dos ocasiones con su primer premio, en una ocasión por su interpretación de la Sonata en Mi menor de Godowsky y en otra por su grabación de la versión para piano de la Novena sinfonía de Beethoven. Su interpretación de los 24 Preludios y Fugas de Shostakóvich fueron calificados como un triunfo por ClassicsToday.com, y ganó un premio de música clásica en Cannes en 2001.